# Danilo Kunze
Danilo Kunze (* 28. Juni 1971) ist ein ehemaliger deutscher Fußballspieler.
Er debütierte am 18. Juli 1992 für den Chemnitzer FC in der 2. Bundesliga und absolvierte bis zum 26. Mai 2000 für Chemnitz und den FSV Zwickau 59 Zweitligapartien, in denen ihm fünf Treffer gelangen. Im DFB-Pokal traf er in sieben Partien zweimal. In der drittklassigen Regionalliga Nordost war er zwischen 1994 und 1999 für Erzgebirge Aue und den Chemnitzer FC aktiv und mit insgesamt 46 Toren in 109 Partien in beiden Vereinen Leistungsträger. Weitere Stationen waren der VfB Auerbach und Rapid Chemnitz.